# Урманний
Урма́нний (рос. Урманный) — селище у складі Ханти-Мансійського району Ханти-Мансійського автономного округу Тюменської області, Росія. Входить до складу Красноленінського сільського поселення.
Населення — 227 осіб (2010, 196 у 2002).
Національний склад станом на 2002 рік: росіяни — 82 %.